# Bauskas alus
 (juillet 2016).
 (août 2016).
Bauskas alus est une brasserie de Bauska, en Lettonie.
Elle a été créée en 1981. À l'époque c'était une partie d'un local de la conserverie kolkhoze. La brasserie a d'abord produit des bières traditionnelles telles que Marta alus (Märzen), Rīgas alus (Bière de Riga) et Senču alus (Bière ancestrale). En 1982, elle a commencé la production de ses principaux produits, tels que la Bauskas gaišais (Bauska blonde) et la Bauskas tumšais (Bauska brune).